# BOLA3
BOLA3 (англ. BolA family member 3) – білок, який кодується однойменним геном, розташованим у людей на 2-й хромосомі. Довжина поліпептидного ланцюга білка становить 107 амінокислот, а молекулярна маса — 12 114.
| 10         |  | 20         |  | 30         |  | 40         |  | 50         |
| ---------- |  | ---------- |  | ---------- |  | ---------- |  | ---------- |
| MAAWSPAAAA |  | PLLRGIRGLP |  | LHHRMFATQT |  | EGELRVTQIL |  | KEKFPRATAI |
| KVTDISGGCG |  | AMYEIKIESE |  | EFKEKRTVQQ |  | HQMVNQALKE |  | EIKEMHGLRI |
| FTSVPKR    |  |            |  |            |  |            |  |            |

A: Аланін

C: Цистеїн

D: Аспарагінова кислота

E: Глутамінова кислота

F: Фенілаланін

G: Гліцин

H: Гістидин

I: Ізолейцин

K: Лізин

L: Лейцин

M: Метіонін

N: Аспарагін

P: Пролін

Q: Глутамін

R: Аргінін

S: Серин

T: Треонін

V: Валін

W: Триптофан

Задіяний у такому біологічному процесі, як альтернативний сплайсинг. 
Локалізований у мітохондрії.